# 동급생 2
동급생 2(일본어: 同級生2 どうきゅうせい2[*])는 1995년 1월 31일에 엘프에서 발매한 성인용 연애 시뮬레이션 게임이다. 동급생의 속편이기도 하다.
이 문서에는 이 게임의 외전이라 할 수 있는 졸업생(卒業生)에 대해서도 언급한다.

## 개요
동급생의 속편격으로 스토리 부분에서 강화되었으며 난이도가 높아졌다. 또한, 이야기가 진행되는 시기는 동급생의 경우 여름이었는데 이 게임은 겨울이며, 기간이 3주였던 동급생에 비해 이 게임은 12월 22일부터 1월 6일까지 2주 동안 진행한다.
덧붙여서, 동급생처럼 주인공과 같은 학년이 아닌 여성이 이 게임에도 많이 등장한다.

## 등장 인물

### 주인공
류노스케 (りゅうのすけ)
나이는 18세로, 성(姓)은 게임상 나타나 있지 않다.
야소하치 학원(八十八学園, やそはちがくえん)이 개교한 이래 제일 문제가 되는 학생으로 동네 전체에 유명하다. 여자를 좋아하고 성격이 특이하며, 정의감과 완력이 강한 점 등이 동급생의 주인공처럼 설정되어 있다. 어린 시절 어머니를 병으로 잃은 후, 유명 고고학자인 아버지가 해외로 많이 다녀서 현재는 나루사와(鳴沢) 모녀와 같이 살고 있다.

### 등장하는 여성들

#### 동급생들
나루사와 유이 (鳴沢 唯, なるさわ ゆい)
나이는 18세로, 주인공과 동갑이지만, 주인공을 "오빠(お兄ちゃん)"라고 부른다. 전에는 다른 학교에 재학 중이었으나 주인공 때문에 야소하치 학원(八十八学園, やそはちがくえん)으로 전학하였다. 어렸을 때 아버지를 잃고 8살때부터 주인공과 같이 살고 있다. 간호사가 되는 것을 목표로 하고 있으며 학교 성적은 좋다.
미즈노 토모미(水野 友美, みずの ともみ)
나이는 18세로 주인공의 집 근처에 살고 있는 소꿉친구이다. 의료기기 회사 사장 딸로 학교 성적이 우수하고 반장까지 하고 있다. 성격이 급하고 자존심이 강하지만, 잘 울기도 한다. 약사가 되는 것을 목표로 하고 있다.
시노하라 이즈미 (篠原 いずみ, しのはら いずみ)
나이는 18세로, 시노하라 중공업(篠原重工)의 사장 딸이다. 학교 궁도부에 소속되어 있으며 단발머리에 남자 같은 성격이 있다. 성격이 활발하고 분별력이 있다. 키가 작아서 주인공에게 놀림을 받는다.
마이지마 카렌 (舞島 可憐, まいじま かれん)
나이는 18세로, 8살때부터 연예계에서 활동하고 있는 아이돌 스타이다. 벌어들인 수입으로 "카렌 어전(可憐御殿)"이라고 하는 대저택에 살고 있어서 리무진으로 통학하는 부자이나 그러한 것에 의식하지 않는다. 하지만 등교를 거의 할 수 없는 실정이라서 친구와 교제하기도 어렵고 학교에서 남들이 자신을 다르게 보는데 비해 그것을 신경쓰지 않고 접근하는 주인공에게 매료되어 간다.
카토 미노리 (加藤 みのり, かとう みのり)
나이는 18세로, 말수가 적은편이며, 특이한 모양의 안경을 걸치고 수수한 모습을 하고 있다. 그러나 그러한 모습과는 다른 모습으로 스즈키 히로코(鈴木ひろ子)라는 가명을 써서 학교 몰래 편의점에서 아르바이트를 하고 있다. 가게에서는 주인공 말고도 다른 남자들의 구애가 빈번하여 외모로 판단하는 사람들을 엄청 싫어한다.
미나미카와 요코 (南川 洋子, みなみかわ ようこ)
나이는 18세로, 오토바이 가게 주인의 외동딸이다. 학교 모르게 오토바이로 통학을 할 정도로 오토바이를 매우 좋아한다. 연애에 있어서는 순진하고 독점욕이 강하다.
스기모토 사쿠라코 (杉本 桜子, すぎもと さくらこ)
나이는 18세로, 희귀병을 앓고 있어 3년전부터 병원에 입원해 있다. 성격은 점잖고 상냥하다. 원래대로라면 야소하치 학원에 다녀서 주인공과 같은 학년이어야 하나, 병원에 입원해 있어서 그렇지 못하다. 병실 창밖의 경치를 보는 것 밖에 못하며 "터보(ターボ)"라고 하는 작은 새만이 유일한 친구이다.

#### 동급생이 아닌 여성들
나루사와 미사코 (鳴沢 美佐子, なるさわ みさこ)
유이의 어머니로, 10년전에 남편을 잃고 생활이 곤란하던 중, 대학 시절 아는 사람이었던 주인공의 아버지에게 부탁받고 주인공 가족과 같이 살게 되어 주인공의 어머니가 살아있었을 때 운영했던 찻집을 운영하게 되었다.
개발 당시에는 주인공의 아버지와 재혼한 상태, 즉 주인공의 계모로 하려고 했으나 비도덕적이라는 이유로 단순하게 같이 사는 사람으로 변경되었다.
주인공의 아버지에게 호감을 가지는 것 같으나 주인공을 자신에게 맡긴 것에 대해서는 불만이 있는 것 같다.
츠즈키 코즈에(都築 こずえ, つづき こずえ)
나이는 16세로 야소하치 학원 1학년에 재학 중이다. 학교 테니스부 소속인데, 소문으로만 들어 왔던 주인공을 동경하는 것 같다. 얼굴이 나이에 비해 어려보인다.
카타기리 미레이 (片桐 美鈴, かたぎり みれい)
나이는 25세로, 야소하치 학원 국어 및 고문(古文) 선생이며 주인공의 담임 선생이기도 하다. 섹시한 외모 때문에 남학생들로부터 인기가 높으며 예뻐하는 학생은 화장실에서 오럴을 해주기도 한다.미술 대학의 조교수로 있는 35살의 남자친구가 있는데, 자신이 선생을 하고 있는 것에 대해 자부심을 가지고 있으나 문란한 몸가짐 때문에 남자친구와 갈등이 생겨 주인공과 가까워지는 계기가 된다. 겨울방학이 되어도 진로가 정해지지 않는 주인공을 걱정하고 있다. 엔딩에선 후배위로 당하면서 주인공의 고백을 받아주고, 그 뒤 남친 앞에서 주인공의 성기를 오럴해주는데 주인공이 실수로 소변을 미레이 선생의 입 안에 흘리지만 그것까지 기꺼이 마셔버리며 남친에게 이별을 통보한다.
노노무라 미사토 (野々村 美里, ののむら みさと)
관광 버스 회사에서 일하고 있으며 미레 선생과 같은 아파트에 살고 있으나 서로 알지는 못한다. 주인공과 친구들이 온천관광을 하러 갈 때 버스 가이드로 같이 간 것을 계기로 주인공에게 매료되어 간다.
다나카 미사 (田中 美沙, たなか みさ)
동급생에서도 등장한 인물로 이 게임에서는 대학생으로 나온다. 나이는 20세로 체육대학에 재학 중이다. 동급생의 주인공과 사귀었으나 갈등으로 헤어진 것으로 나오며, 친구 스즈키 미호가 살고 있는 야소하치를 방문했는데, 역에서 주인공과 만나게 된다. 동급생의 주인공과 많이 닮은 이 게임의 주인공을 보고 당혹해하지만 급속도로 매료된다.
고등학생으로 나온 동급생 때보다 더 대담해졌으며 활달한 운동신경이 있어서 주인공과 테니스로 승부를 하게 된다.
야스다 아즈미 (安田 愛美, やすだ あずみ)
나이는 21세로 야소하치에 있는 성·화원 보육원(聖・花園保育園)에서 보육 교사로 일하고 있다. 나이에 비해 얼굴이 어려 보이며 모성 본능이 가능하다. 일단 반한 상대에게는 정렬적으로 헌신적인 연애감각이 있으나 예전에 실연당한 이후로는 남성에 대한 의심이 많다. 주인공의 학교에서 체육교사로 일하고 있는 텐도 신칸센이 한눈에 반해 그녀를 쫓아다니던 와중에 주인공과 만나게 된다.
나가시마 쿠미코 (永島 久美子, ながしま くみこ)
나이는 18세로 주인공과 친구들이 온천 관광을 다니는 동안 투숙한 여관 주인의 외동딸이다. 도시 생활을 동경해서 가출한 후 주인공의 집으로 가게 된다. 추운 지방에서 자라서 추위에 익숙하며 8살때에 아버지를 잃고 나서 외로움을 잘 타고 잘 때는 봉제인형을 빠뜨리지 않는다.
나가시마 사치코 (永島 佐知子, ながしま さちこ)
주인공과 친구들이 온천 관광을 다니는 동안 투숙한 여관 주인이며 쿠미코의 어머니이다. 쿠미코를 위해서는 자신의 희생을 주저하지 않는다. 온천에서 우연히 주인공의 페니스를 보고는 반하여 정열적인 오럴을 베풀고 그의 육노예가 된다.

### 기타 인물들
사이온지 아리토모 (西御寺 有友, さいおんじ ありとも)
사이온지 재벌의 후계자로 주인공가 같은 학교에 다닌다. 모든 것을 돈으로 해결할 수 있다고 생각한다. 주인공과는 경쟁자로 집이 부자인 것을 강조한다. 외모 때문에 여자들에게 인기가 좋다.
나가오카 요시키(長岡 芳樹, ながおか よしき)
부원이라고는 자신 한 사람밖에 없는 사진부의 부장이다. 뚱뚱한 몸으로 안경을 걸치고 있으며 특기는 남의 사생활을 엿보는 것이어서 학교의 모든 여학생들에게는 기피 대상이다. 자신과 더불어 문제어로 낙인찍힌 주인공을 친구라고 하고 있으나 주인공은 그렇게 생각하고 있지 않은 듯 하다.
카와지리 아키라(川尻 あきら, かわじり あきら)
주인공의 친구로 학교 유도부 소속이다. 평상시에도 유도복을 입고 다닌다. 여자 아이와는 전혀 인연이 없는 것처럼 보이지만, 사실은 텔레비전 프로그램에 대한 이야기를 많이 하며 카렌의 팬이기도 하다.
텐도 신칸센(天道 新幹線, てんどう しんかんせん)
야소하치 학원의 체육 선생이며, 유도부 학생 지도도 담당하고 있다. 문제아인 주인공에게 항상 생트집을 잡는다. 아즈미에 반한 이후로는 스토커처럼 쫓아다닌다.
학생들에게 두려움의 대상이라서 인기가 없으며, 미레이에게도 씁쓸한 얼굴을 하는 것으로 보았을 때 선생들 사이에서도 평판이 안좋은 듯 하다.
카에루 오야지(カエルおやぢ)
이름은 알 수 없는 중년의 남성으로 찻집에서 마사코에게 반한 이후로 그녀에게 자꾸 구애한다.
히카리 (ひかり)
성은 알 수 없는 카렌의 매니저로 까다로운 성격이다. 카렌을 만나는 주인공에게는 방해 요소가 된다.
이카리노 보츠코(怒り野 ボツ子, いかりの ボツこ)
심야의 마을을 배회하는, 수수께끼의 여성이다. 공략 정보를 주인공에게 가르쳐 주는 역할을 한다.

## 졸업생
이 게임의 외전 시나리오로 이 게임의 주인공의 선배가 되는 산시로(三四郎)를 중심으로 이야기가 전개된다.

### 등장인물
산시로 (三四郎, さんしろう)
야소하치 학원의 졸업생으로 류노스케의 1년 선배이다. 전형적인 공부벌레로 일류 대학에 수석으로 입학하나 싸움에 약하다. 사이온지의 과외선생으로 아르바이트를 하고 있다.
사카키바라 미유키(榊原 みゆき, さかきばら みゆき)
음대생으로 사이온지에게 피아노를 가르치고 이즈미의 과외를 맡고 있는 아르바이트를 하고 있다. 산시로가 이상적으로 생각하는 여성이다. 단아한 용모와 상냥한 성격으로 후배들에게 존경을 받고 있다.